# Клівленд (Міссурі)
Клівленд (англ. Cleveland) — місто (англ. city) в США, в окрузі Кесс штату Міссурі. Населення — 650 осіб (2020).

## Географія
Клівленд розташований за координатами 38°40′40″ пн. ш. 94°36′0″ зх. д. / 38.67778° пн. ш. 94.60000° зх. д. (38.677801, -94.600002).  За даними Бюро перепису населення США в 2010 році місто мало площу 3,87 км², з яких 3,82 км² — суходіл та 0,05 км² — водойми.

## Демографія

### Перепис 2010
Згідно з переписом 2010 року, у місті мешкала 661 особа в 250 домогосподарствах у складі 196 родин. Густота населення становила 171 особа/км².  Було 260 помешкань (67/км²).
Расовий склад населення:
| - 95,6 % — білих - 0,9 % — корінних американців - 0,9 % — азіатів - 0,2 % — чорних або афроамериканців |

До двох чи більше рас належало 2,4 %. Частка іспаномовних становила 2,1 % від усіх жителів.
За віковим діапазоном населення розподілялося таким чином: 25,3 % — особи молодші 18 років, 61,7 % — особи у віці 18—64 років, 13,0 % — особи у віці 65 років та старші. Медіана віку мешканця становила 40,9 року. На 100 осіб жіночої статі у місті припадало 106,6 чоловіків;  на 100 жінок у віці від 18 років та старших — 104,1 чоловіків також старших 18 років.
Середній дохід на одне домашнє господарство  становив 79 784 долари США (медіана — 69 286), а середній дохід на одну сім'ю — 87 420 доларів (медіана — 77 813). Медіана доходів становила 55 417 доларів для чоловіків та 37 500 доларів для жінок. За межею бідності перебувало 6,7 % осіб, у тому числі 13,3 % дітей у віці до 18 років та 3,2 % осіб у віці 65 років та старших.
Цивільне працевлаштоване населення становило 307 осіб. Основні галузі зайнятості: будівництво — 17,6 %, освіта, охорона здоров'я та соціальна допомога — 15,6 %, науковці, спеціалісти, менеджери — 11,4 %, транспорт — 10,4 %.

### Перепис 2000
За даними перепису 2000 року
на території муніципалітету мешкало 592 людей, було 212 садиб та 165 сімей.
Густота населення становила 145,6 осіб/км². З 212 садиб у 35,8% проживали діти до 18 років, подружніх пар, що мешкали разом, було 69,3%,
садиб, у яких господиня не мала чоловіка — 6,1%, садиб без сім'ї — 21,7%.
Власники 7,5% садиб мали вік, що перевищував 65 років, а в 17,9% садиб принаймні одна людина була старшою за 65 років. Кількість людей у середньому на садибу становила 2,79, а в середньому на родину 3,17.
Середній річний дохід на садибу становив 54 722 доларів США, а на родину — 56 000 доларів США. Чоловіки мали дохід 41 250 доларів, жінки — 26 346 доларів. Дохід на душу населення був 19 064 доларів. Приблизно 5,2% родин та 4,9% населення жили за межею бідності.